# Rich Johnson
Richard Lewis "Rich" Johnson (nacido el 18 de diciembre de 1946 en Alexandria, Luisiana y fallecido el 18 de diciembre de 1946 en Vicksburg, Misisipi) fue un jugador de baloncesto estadounidense que disputó dos temporadas en la NBA, una en la ABA y una más en la CBA. Con 2,01 metros de estatura, jugaba en la posición de pívot.

## Trayectoria deportiva

### Universidad
Jugó durante tres temporadas con los Tigers de la Universidad Estatal de Grambling, en las que promedió 13,3 puntos y 12,0 rebotes por partido.

### Profesional
Fue elegido en la cuadragésimo sexta posición del Draft de la NBA de 1968 por Boston Celtics, y también por los New Orleans Buccaneers en el Draft de la ABA, fichando por los primeros. En su primera temporada en el equipo, actuando como tercer pívot, consiguió ganar el anillo de campeones de la NBA, tras derrotar en las Finales a Los Angeles Lakers. Johnson promedió en la temporada regular 2,2 puntos y 1,7 rebotes por partido.
Jugó un año más con los Celtics, y tras disputar un único partido de la temporada 1970-71 fue despedido, fichando por The Floridians de la ABA, quienes pocas semanas después lo traspasan a los Carolina Cougars a cambio de Ira Harge. Pero no acabaría la temporada en ese equipo, sino que lo haría en los Pittsburgh Condors. Jugó una temporada más en los Wilkes-Barre Barons de la CBA antes de retirarse definitivamente.

## Estadísticas de su carrera en la NBA y la ABA

### Temporada regular
| Temporada | Edad | Equipo             | Liga  | P   | TIT | MIN  | TC  | TCA | %TC  | 3P  | 3PA | %3P | TL  | TLA | %TL  | R.OF. | R.DEF. | REB | ASIS | ROB | TAP | PER | FP  | PTS |
| 1968-69   | 22   | Boston Celtics     | NBA   | 31  |     | 5.3  | 0.9 | 2.5 | .382 |     |     |     | 0.4 | 0.7 | .478 |       |        | 1.7 | 0.2  |     |     |     | 1.3 | 2.2 |
| 1969-70   | 23   | Boston Celtics     | NBA   | 65  |     | 13.8 | 2.6 | 5.6 | .463 |     |     |     | 0.7 | 1.1 | .657 |       |        | 3.2 | 0.5  |     |     |     | 2.4 | 5.8 |
| 1970-71   | 24   | TOTAL              | TOTAL | 39  |     | 14.2 | 2.5 | 5.0 | .490 | 0.0 | 0.0 |     | 0.9 | 1.4 | .667 | 1.2   | 2.8    | 4.0 | 0.5  |     |     | 0.7 | 2.2 | 5.8 |
| 1970-71   | 24   | Boston Celtics     | NBA   | 1   |     | 13.0 | 4.0 | 5.0 | .800 |     |     |     | 0.0 | 0.0 |      |       |        | 5.0 | 0.0  |     |     |     | 3.0 | 8.0 |
| 1970-71   | 24   | The Floridians     | ABA   | 7   |     | 16.7 | 2.3 | 4.0 | .571 | 0.0 | 0.0 |     | 0.6 | 1.0 | .571 | 1.9   | 2.6    | 4.4 | 0.7  |     |     | 1.9 | 2.1 | 5.1 |
| 1970-71   | 24   | Carolina Cougars   | ABA   | 25  |     | 15.8 | 2.8 | 6.0 | .464 | 0.0 | 0.0 |     | 1.2 | 1.6 | .707 | 1.1   | 3.3    | 4.4 | 0.4  |     |     | 0.5 | 2.6 | 6.8 |
| 1970-71   | 24   | Pittsburgh Condors | ABA   | 6   |     | 5.0  | 1.0 | 2.0 | .500 | 0.0 | 0.0 |     | 0.5 | 1.0 | .500 | 1.0   | 0.8    | 1.8 | 0.5  |     |     | 0.3 | 0.5 | 2.5 |
| 1970-71   | 24   | TOTAL ABA          | ABA   | 38  |     | 14.3 | 2.4 | 5.0 | .482 | 0.0 | 0.0 |     | 0.9 | 1.4 | .667 | 1.2   | 2.8    | 4.0 | 0.5  |     |     | 0.7 | 2.2 | 5.8 |
| Total     |      |                    | TOTAL | 135 |     | 12.0 | 2.2 | 4.7 | .461 | 0.0 | 0.0 |     | 0.7 | 1.1 | .633 | 1.2   | 2.8    | 3.1 | 0.4  |     |     | 0.7 | 2.1 | 5.0 |
|           |      |                    | NBA   | 97  |     | 11.1 | 2.1 | 4.6 | .452 |     |     |     | 0.6 | 1.0 | .613 |       |        | 2.7 | 0.4  |     |     |     | 2.0 | 4.7 |
|           |      |                    | ABA   | 38  |     | 14.3 | 2.4 | 5.0 | .482 | 0.0 | 0.0 |     | 0.9 | 1.4 | .667 | 1.2   | 2.8    | 4.0 | 0.5  |     |     | 0.7 | 2.2 | 5.8 |

### Playoffs
| Temp.   | Edad | Equipo         | Liga | P | MIN | TCA | TC | 3PA | 3P | TLA | TL | R.OF. | REB | ASIS | ROB | TAP | PER | FP | PTS | %TC   | %3P | %FT | MIN | PTS | REB | AST |
| 1968-69 | 22   | Boston Celtics | NBA  | 2 | 4   | 1   | 1  |     |    | 0   | 0  |       | 2   | 0    |     |     |     | 0  | 2   | 1.000 |     |     | 2.0 | 1.0 | 1.0 | 0.0 |
| Total   |      |                | NBA  | 2 | 4   | 1   | 1  |     |    | 0   | 0  |       | 2   | 0    |     |     |     | 0  | 2   | 1.000 |     |     | 2.0 | 1.0 | 1.0 | 0.0 |